# دهستان درین
دهستان درین یکی از دهستان‌های بخش بفروئیه شهرستان میبد در استان یزد ایران است.

## جمعیت
براساس سرشماری عمومی نفوس و مسکن در سال ۱۳۹۵، جمعیت دهستان درین برابر با ۲۲۰ نفر بوده‌است.